# Chalcis jordanicus
Chalcis jordanicus är en stekelart som beskrevs av T.C. Narendran och Varghese 1990. Chalcis jordanicus ingår i släktet Chalcis och familjen bredlårsteklar.
Artens utbredningsområde är Jordan. Inga underarter finns listade i Catalogue of Life.